# Star Trek: První kontakt
Star Trek: První kontakt (v anglickém originále Star Trek: First Contact) je americký sci-fi film režiséra Jonathana Frakese natočený studiem Paramount Pictures jako v pořadí osmý film na motivy světa Star Treku. Premiéru měl v roce 1996 a celosvětově vydělal 146 milionů dolarů, což jej řadí k nejúspěšnějším snímkům své série. Jedná se o druhý startrekovský film posádky kapitána Jean-Luca Picarda a zároveň první, kde nevystupuje žádná z postav původního seriálu. Hlavním prvkem příběhu je snaha kybernetické civilizace Borgů vyhladit Pozemšťany. Proto se vypraví do minulosti, do roku 2063, kde chtějí zabránit prvnímu kontaktu lidí s mimozemskou rasou Vulkánců. Tomu však má zabránit hvězdná loď Enterprise-E pod velením kapitána Picarda, která se do téhož období s Borgy rovněž dostane. Zatímco část její posádky bojuje s Borgy na oběžné dráze Země, druhá skupina na povrchu planety pomáhá Zeframu Cochraneovi při přípravách k prvnímu letu nadsvětelnou rychlostí, přičemž právě tento vesmírný let má upoutat pozornost Vulkánců.

## Příběh
První část filmu se odehrává v roce 2373, jeho počátek je určen hvězdným datem 50893.5. Kapitán hvězdné lodi USS Enterprise-E Jean-Luc Picard se probouzí z noční můry, ve které přežil svou asimilaci Borgy o šest let dříve (viz dvojepizoda „To nejlepší z obou světů“ seriálu Star Trek: Nová generace). Hvězdná flotila jej informuje o novém útoku Borgů na Zemi, ale přikáže mu, aby se svou lodí hlídkoval podél Romulanské neutrální zóny, protože mu ohledně jeho vztahů s Borgy stále příliš nevěří. Protože se dozví, že Flotila bitvu prohrává, posádka Enterprise se rozhodne porušit rozkazy a vydá se směrem k Zemi, kde nalezne jedinou poškozenou borgskou krychli v boji proti skupině lodí Federace. Enterprise přiletí právě včas, aby zachránila posádku poškozené lodi USS Defiant, která je pod velením nadporučíka Worfa. Protože Picard uslyší ve své mysli komunikaci Borgů, což je následek asimilace v minulosti, přikáže flotile zaútočit na zdánlivě nevýznamnou část borgské lodi. Krychle je zničena, stačí však vypustit menší kouli, která zamíří k planetě.
Enterprise pronásleduje plavidlo do časového víru, který vyvolala. Poté, co v něm koule zmizí, posádka Enterprise zjistí, že Země je najednou obydlena pouze Borgy. Protože si uvědomí, že Borgové využili cestu časem, aby změnili minulost, rovněž vletí s lodí do víru, aby lidstvo zachránili. Dostanou se více než 300 let do minulosti, přesněji do 4. dubna 2063, pouze den předtím, než Pozemšťany poprvé kontaktovala mimozemská rasa – Vulkánci. To se stalo díky prvnímu lidskému vesmírnému letu nadsvětelnou rychlostí pomocí warp pohonu, který zkonstruoval Zefram Cochrane. Posádka Enterprise tak zjistí cíl Borgů, kteří se pokoušejí zabránit prvnímu kontaktu. Poté, co zničí borgskou kouli, se výsadek transportuje na povrch planety, konkrétně do Bozemanu v Montaně, kde Cochrane staví svou loď Phoenix. Picard pošle Cochraneovu asistentku Lily kvůli lékařskému ošetření na Enterprise, sám se také na loď vrátí a na Zemi ponechá výsadkový tým pod velením komandéra Williama Rikera, který má zajistit, že Cochraneův let proběhne v pořádku tak, jak bylo plánováno. Posádka Enterprise považuje Cochranea za legendu, on sám se ale zdráhá převzít tuto historickou roli.
Někteří Borgové se pod velením své královny stačili před zničením své koule přemístit na Enterprise, kterou začínají přetvářet a posádku asimilovat. Picard se se svým týmem snaží dostat do strojovny lodi, aby Borgy zastavil pomocí chladicí směsi, která ničí vše organické, android Dat je ale Borgy zajat. Vyděšená Lily zajme kapitána Picarda, ten si ale získá její důvěru a při útěku z asimilované oblasti si pomohou v simulátoru holografickou novelou o detektivu Dixonu Hillovi. Picard s Worfem a pilotem Hawkem zastaví Borgy při úpravách deflektorového talíře, pomocí kterého by dokázali zavolat své lodě z 21. století, Hawk je však v boji asimilován. Protože Borgové pokračují v asimilaci celé lodi, Worf doporučí kapitánovi destrukci lodi. Picard jej však naštvaně nazve zbabělcem a slibuje pokračovat v boji. Lily se setká s kapitánem a donutí ho si uvědomit, že jedná iracionálně, neboť touží po pomstě. Picard se Worfovi omluví a společně aktivují autodestrukční zařízení. Zatímco posádka míří k záchranným modulům, kapitán se ještě vydá zachránit nadporučíka Data.
Když se Cochrane, Riker a La Forge chystají na palubě Phoenixu zapnout warp pohon, Picard zjistí, že borgská královna implantovala Datovi kus lidské kůže, čímž mu umožnila řadu nových vjemů. Tuto úpravu označuje jako dar androidovi, neboť se od něj snaží získat dešifrovací kódy k počítači Enterprise. Ačkoliv se Picard nabídne sám na Datovo místo, nadporučík odmítne borgské společenstvo opustit. Na příkaz královny deaktivuje autodestrukční systém lodi a vypálí kvantová torpéda na Phoenix, které jej ale minou a královna si uvědomí, že ji Dat zradil. Android poté protrhne nádrž s chladicí směsí a žíravý plyn rozpustí organické části Borgů. Zefram Cochrane za pomoci důstojníků Hvězdné flotily úspěšně dokončí svůj let a posléze posádka Enterprise sleduje jak Vulkánci, zaujati testem warp pohonu, přistanou na Zemi a pozdraví se s Cochranem. Tímto činem je historie obnovena a Enterprise se může vrátit zpět do 24. století.

## Obsazení
| Patrick Stewart   | kapitán Jean-Luc Picard, velící důstojník     |
| Jonathan Frakes   | komandér William Riker, první důstojník       |
| Brent Spiner      | nadporučík Dat, operační důstojník            |
| LeVar Burton      | nadporučík Geordi La Forge, šéfinženýr        |
| Michael Dorn      | nadporučík Worf, velící důstojník USS Defiant |
| Gates McFaddenová | komandér Beverly Crusherová, šéflékařka       |
| Marina Sirtisová  | komandér Deanna Troi, poradkyně               |
| Alfre Woodardová  | Lily Sloaneová, asistentka Zeframa Cochranea  |
| James Cromwell    | Zefram Cochrane, vynálezce warp pohonu        |
| Alice Krigeová    | královna Borgů                                |

Ve filmu se také objevili v menších rolích další herci spjatí se Star Trekem. Dwight Schultz zde hraje poručíka Reginalda Barclayho a Patti Yasutakeová zdravotní sestru poručíka Alyssu Ogawu, obě tyto postavy se několikrát objevily i v seriálu Star Trek: Nová generace. Robert Picardo, známý především jako doktor v seriálu Star Trek: Vesmírná loď Voyager, zde ztvárnil pohotovostní zdravotnický holoprogram na ošetřovně Enterprise, Ethan Phillips (Neelix z Voyageru) dostal cameo roli jako uvaděč v nočním baru ve scéně v simulátoru.

## Produkce
V lednu 1995, dva měsíce po uvedení snímku Star Trek: Generace, se studio Paramount rozhodlo o natočení dalšího celovečerního filmu ze světa Star Treku, který by měl být promítán v kinech před Vánocemi 1996. Paramount oslovil Brannona Bragu a Ronalda D. Moorea, kteří společně napsali scénář jak ke Generacím, tak i k řadě epizod seriálu Star Trek: Nová generace. Zatímco producent Rick Berman chtěl příběh o cestování časem, autoři měli v plánu využít Borgy, jejichž plná síla nebyla v důsledku omezeného rozpočtu seriálu ukázána od začátku čtvrté řady s dvojepizodou „To nejlepší z obou světů“. Obě tyto ideje byly nakonec zkombinovány do příběhu, který byl natočen. Po rozhodnutí použít oba nápady vymysleli scenáristé důvod k cestě časem: Borgové se pokusí zabránit lidstvu, aby se v budoucnosti nestali pro ně hrozbou. Zbývalo tedy již jenom konkrétní období. Producent Berman doporučil renesanci, kde by se Borgové pokusili zabránit vzestupu moderní evropské civilizace. Vznikl první draft s názvem Star Trek: Renaissance, kde měla posádka Enterprise nalézt úl Borgů v podzemí hradu. Film měl obsahovat jak bitvy s meči, tak phasery, Dat se měl také stát učedníkem Leonarda da Vinci. Mooreovi se však tento nápad příliš nezamlouval, místo něj navrhoval Braga „zrození Star Treku“, kdy se poprvé setkali Pozemšťané a Vulkánci.
Po schválení Bragova návrhu byl vyřešen také hlavní příběh a to Cochraneův první let warpem a následný první kontakt s Vulkánci. V souladu se zmínkami o Cochraneovi z předchozích seriálů byl tento vynálezce umístěn do americké Montany poloviny 21. století, kdy se lidstvo vzpamatovává ze třetí světové války. V prvním scénáři s tímto příběhem měli Borgové zaútočit na Cochraneovu laboratoř, přičemž vědec by upadl do kómatu. Kapitán Picard proto měl zaujmout jeho místo v raketě, provést první let nadsvětelnou rychlostí a zachránit tak budoucnost. Picard měl mít na Zemi milostný poměr s místní fotografkou Ruby, zatímco Riker měl na palubě Enterprise bojovat proti Borgům. Jiný draft zahrnoval i všemocnou bytost Q, taktéž známou ze seriálu. Kvůli předchozí historii postav (Picard byl Borgy asimilován a později od nich osvobozen, zároveň v tomto filmu se s nimi neměl vůbec setkat) scenáristé příběh upravili a role Picarda a Rikera prohodili. Zároveň upravili příběh na Zemi, zaměřili se na samotného Cochranea, v kontrastu s ideální budoucností ve světě Star Treku z něj udělali pochybnou existenci a opilce. Tento druhý draft s názvem Star Trek: Resurrection byl posouzen a schválen produkčním týmem. Snímku byl určen rozpočet 45 milionů dolarů, což bylo o 10 milionů více, než v případě předchozího filmu. Díky tomu mohla produkce využít větší množství akčních scén a speciálních efektů. Aby byl film srozumitelný i pro běžné diváky a zároveň s ním byli spokojeni i fanoušci Star Treku, přidali autoři na úplný úvod snovou sekvenci vysvětlující, co se stalo Picardovi ve dvojepizodě „To nejlepší z obou světů“. I když se také snažili v draftu pracovat s Borgy jako nemyslícím kolektivem, šéf Paramountu Jonathan Dolgen nepovažoval scénář za příliš dramatický, což vedlo k vytvoření královny Borgů.
Při výběru režiséra oslovil produkční tým Ridleyho Scotta a Johna McTiernana, oba však odmítli. Nakonec se režisérem stal Jonathan Frakes, který ve filmu hraje postavu komandéra Rikera. Sám Frakes režíroval několik epizod seriálů Nová generace, Stanice Deep Space Nine a Vesmírná loď Voyager, toto však byl pro něj první celovečerní film. Během psaní a řad revizí scénáře byly pro snímek používány různé názvy včetně Star Trek: Borg, Star Trek: Destinies, Star Trek: Future Generations či Star Trek: Generations II. Plánovaný podtitul Resurrection byl zamítnut, když studio 20th Century Fox oznámilo název čtvrtého filmu série o Vetřelci – Vetřelec: Vzkříšení (v originále Alien Resurrection). Titul První kontakt byl schválen 3. května 1996.
První kontakt byl první z filmů Star Treku, který většinově využíval počítačem generované modely namísto tradičních fyzických modelů. Nicméně hlavní loď filmu, USS Enterprise-E, která nahradila Enterprise-D zničenou v předchozím snímku, byla během pěti měsíců postavena společností Industrial Light & Magic jako 3,2 metru dlouhý model. Toto nové plavidlo třídy Sovereign navrhl designér Herman Zimmerman, který se podílel i na třech předchozích filmech a také seriálu Nová generace. Kromě nové Enterprise vzniklo pro potřeby vesmírné bitvy několik dalších nových tříd lodí, které byly poprvé ukázány na plátně. Jednalo se o počítačové modely tříd Akira, Norway, Saber a Steamrunner. Cochraneova loď Phoenix byla vytvořena (i v rámci příběhu) ze staré jaderné střely, což znamenalo, že se warp gondoly musely schovat do prostoru, který byl v průměru menší než tři metry. V případě vulkánské lodi si návrháři s designem pohráli a vytvořili design více umělecký než funkční (v předchozích dílech Star Treku byly k vidění pouze dvě vulkánské lodi), neboť do plavidla byly začleněny prvky mořské hvězdice a kraba. Kvůli nedostatku finančních prostředků se v případě celé lodi jednalo o počítačový model, pouze model přistávací nohy ve tvaru bumerangu byl vyroben i fyzicky.
Dekorace interiéru Enterprise byly vytvořeny zcela nově, můstek lodi byl navržen v teplých barvách tak, aby vypadal příjemně. Hlavní obrazovka byla navržena jako hologram, který se zobrazí pouze v případě jejího užití, použity byly nové ploché počítačové monitory, kapitánova pracovna byla zařízena více spartánsky, než jak tomu bylo v případě Enterprise-D. Nicméně pro ušetření finančních prostředků byly také použity již existující sety – ošetřovna pocházela z USS Voyager, pouze byla upravena, můstek USS Defiant byl využit ze seriálu Stanice Deep Space Nine, kde sloužil téže lodi. Pro výstup do volného prostoru byly navrženy poměrně praktické skafandry s větráčky uvnitř helem, takže herci nebyli přehřívaní. Dekorace vnějšího trupu lodi s deflektorovým talířem byla postavena na kardanových závěsech v největším studiu Paramountu, přičemž scéna byla vybavena dráty pro záběry s nulovou gravitací; kolem celého setu se nacházelo modré plátno. Protože ale studio nebylo dostatečně velké, aby pojalo repliku talíře v plné velikosti, musel designér Zimmerman zmenšit její velikost o 15 procent.
Styl uniforem Hvězdné flotily změnil dlouholetý kostymér Star Treku Bob Blackman, o ostatní kostýmy (celkem cca 800 kusů) se postarala Deborah Evertonová. Právě ona upravila a změnila oproti Nové generaci styl Borgů, kteří již nenosili helmy, díky čemuž byly vidět hlavy různých asimilovaných druhů (Klingonů, Bolianů, Romulanů, Bajoranů a Cardassianů). Jejich objemné obleky byly uhlazenější, každý voják také dostal elektronický oční implantát. Blikající světla v každém z nich byla naprogramována synem Michaela Westmorea, designéra makeupu, aby opakovala v morseovce jména členů produkčního týmu. Kromě Borgů měla Evertonová na starosti také kostýmy obyčejných lidí z poloviny 21. století a díky holografické simulaci příběhu Dixona Hilla také společenské oblečení ze 40. let 20. století. Výzvou byl vzhled borgské královny, jejíž konečná podoba dostala světle šedou kůži a podlouhlou, oválnou hlavu se svitkem drátů místo vlasů.

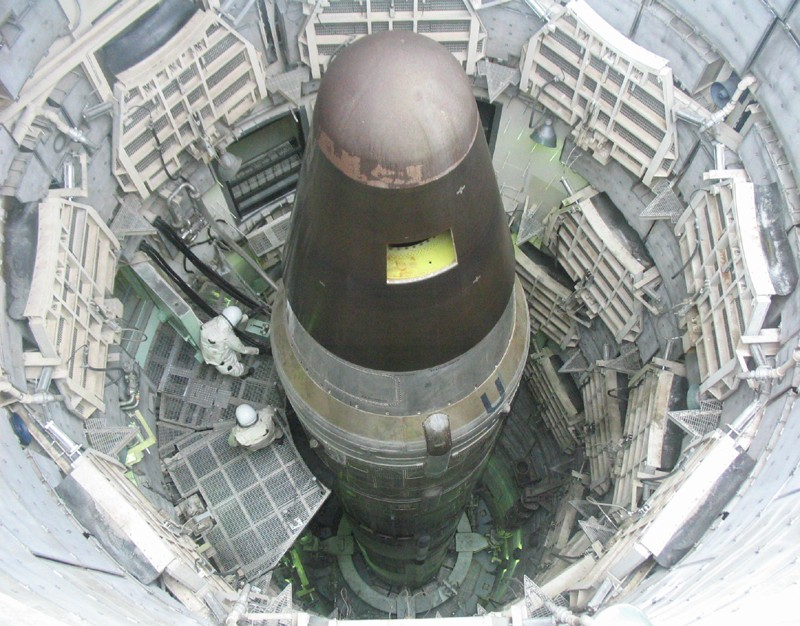
Raketa Titan II vystavená v Titan Missile Museum v Tucsonu posloužila při natáčení jako loď Phoenix

Protože muselo být vyrobeno mnoho nových dekorací, produkce filmu začala natáčením v Titan Missile Museum v Tucsonu v Arizoně. Štáb zde strávil čtyři dny, z vystavené mezikontinentální balistické rakety Titan II se instalací laminátové kapsle stala Cochraneova loď Phoenix (v příběhu také postavené ze staré rakety). Následující dva týdny probíhalo natáčení v Angeles National Forest, kde podle návrhu designéra Zimmermana vyrostla vesnička 14 chatrčí, která byla dějově zasazena do Montany. Jako poslední byla natočena scéna holorománu Dixona Hilla, jejíž filmování proběhlo v restauraci ve stylu art deco v železniční stanici Union Station v Los Angeles. Účinkoval v 10členný orchestr, 15 kaskadérů a 120 dalších jednorázových postav, které zaplnily celou restauraci. Natáčení ve studiu začalo 3. května 1996, jako první vznikly záběry ze strojovny Enterprise, která byla již den na to upravena pro filmování scén s Borgy. Po strojovně následovaly záběry z můstku. Poté štáb přistoupil k akčním scénám a samotnému boji o Enterprise, jako poslední vznikla vůbec první scéna filmu, Picardova noční můra. Natáčení bylo ukončeno 2. července 1996, o dva dny později, než bylo plánováno.
Většinu efektů pro První kontakt vyrobila společnost Industrial Light & Magic (ILM) pod vedením Johna Knolla. Některé menší efekty jako střelba s phaserů, grafika počítačů či transportní paprsek byl přidělen týmu Davida Takemury. Pro dramatický úvod s Enterprise byly použity natočené záběry modelu lodi s počítačově vytvořeným pozadím podle Orlí mlhoviny. Pro bitvu s borgskou krychlí posloužily ILM dva její modely o různé velikosti – 76centimetrový a 150centimetrový model. Pro závěrečnou explozi byl zničen menší model. Záběry menší borgské koule byly natočeny samostatně a do výsledné scény vloženy digitálně při postprodukci. Nejsložitějším efektem filmu, který ILM trvalo vytvořit pět měsíců, bylo představení borgské královny, kde je její hlava, poprsí a ocelová páteř snášena na kabelech k zemi, kde je spojena s tělem.
Hudbu pro film složil Jerry Goldsmith, pro kterého to byla po prvním a pátém filmu již třetí práce na Star Treku. Napsal rozmáchlé hlavní téma za použití Courageho klasických fanfár. Pro Borgy vytvořil hrozivé téma, naopak pro naději lidského prvního kontaktu s mimozemšťany využil pastorální téma. Kromě nové hudby ale použil i výňatky z předchozích Star Treků, především svůj klingonský motiv z prvního filmu, který byl v První kontaktu využit pro prezentaci Worfa. Kvůli zpoždění s filmem Lovci lvů byla běžná čtyřtýdenní doba produkce hudby zkrácena na tři týdny, Goldsmith proto musel najmout svého syna Joela, aby mu asistoval. Mladý skladatel napsal s použitím motivů svého otce celkem 22 minut hudby.

## Vydání a ohlasy
V roce 1996 slavil Star Trek 30. výročí od uvedení prvního seriálu na televizní obrazovky. K této příležitosti také vznikal První kontakt, na jehož podporu byla studiem Paramount realizována rozsáhlá reklamní kampaň. Mimo jiné bylo vydáno několik novelizací pro různé věkové kategorie a také počítačová hra Star Trek: Borg. Slavnostní předpremiéra filmu proběhla v hollywoodském kině Mann's Chinese Theater 18. listopadu 1996. Z hlavních herců se zde objevil pouze Brent Spiner, z produkčního týmu scenáristé Ronald D. Moore a Brannon Braga, skladatel Jerry Goldsmith a producent Marty Hornstein. Významnými hosty zde ale byli herci z dalších seriálů a filmů Star Treku: DeForest Kelley, René Auberjonois, Avery Brooks, Colm Meaney, Armin Shimerman, Terry Farrellová, Kate Mulgrewová, Roxann Dawsonová, Jennifer Lienová, Robert Duncan McNeill, Ethan Phillips, Tim Russ, Garrett Wang a Robert Picardo.
Do kin byl Star Trek: První kontakt premiérově uveden 22. listopadu 1996, přičemž během prvního týdne vydělal v USA 30,7 milionu dolarů, čímž se dostal na vrchol žebříčku. Celkové tržby v USA dosáhly částky 92,0 milionu dolarů, kompletní celosvětový výdělek dosáhl 146 milionů dolarů.
Snímek byl kritikou přijat většinou kladně. Podle Ryana Gilbeyho z The Independent „vypadá startrekový film poprvé jako něco více než jenom rozšířená epizoda z televizního seriálu“. Oproti tomu Bob Thompson cítil, že První kontakt je první ze všech předchozích děl, které se nese v duchu původního seriálu ze 60. let. Kenneth Turan z Los Angeles Times napsal: „První kontakt je vším, co po startrekovém filmu chcete, a je tím s humorem a stylem.“
První kontakt byl nominován na Oscara v kategorii Nejlepší masky. V případě ceny Saturn byl nominován 10× (včetně kategorií Nejlepší herec v hlavní roli (Patrick Stewart), Nejlepší režisér a Nejlepší film), získal tři ceny za nejlepší kostýmy, nejlepšího herce ve vedlejší roli (Brent Spiner) a nejlepší herečku ve vedlejší roli (Alice Kriegeová).
Na VHS a laserdiscu byl Star Trek: První kontakt vydán na konci roku 1997, v říjnu 1998 vyšel poprvé na DVD, které kromě filmu obsahovalo také dva trailery. V roce 2005 vyšla speciální dvojdisková verze s komentáři režiséra a scenáristů a dalšími bonusy (trailery, storyboardy, aj.). Na blu-rayi vyšel film poprvé v roce 2009 s dalšími doplněnými bonusy.
V Česku měl film premiéru 6. února 1997, poprvé vysílán byl v České televizi 18. října 2003.